# Marek Trončinský
Marek Trončinský (* 13. September 1988 in Ústí nad Labem, Tschechoslowakei; † 22. Mai 2021 ebenda) war ein tschechischer Eishockeyspieler, der über viele Jahre für den HC Kladno, die Bílí Tygři Liberec, BK Mladá Boleslav und HC Dynamo Pardubice in der tschechischen Extraliga aktiv war. Zudem spielte er für den HK Jugra Chanty-Mansijsk und den HC Slovan Bratislava in der Kontinentalen Hockey-Liga.

## Karriere
Marek Trončinský begann seine Karriere als Eishockeyspieler in seiner Heimatstadt in der Nachwuchsabteilung des HC Slovan Ústí nad Labem, in der er bis 2004 aktiv war. Anschließend verbrachte er ein Jahr lang bei den U18-Junioren des HC Litvínov. Von 2005 bis 2010 lief der Verteidiger für den HC Kladno in der tschechischen Extraliga auf, ehe er zwei Spielzeiten bei dessen Ligarivalen Bílí Tygři Liberec verbrachte. Während seiner Zeit in der Extraliga spielte er parallel zudem in einigen Spielen für BK Mladá Boleslav, SK Horácká Slavia Třebíč, HC Slovan Ústečtí Lvi sowie HC Benátky nad Jizerou in der zweitklassigen 1. Liga.
Zur Saison 2012/13 wurde Trončinský vom HK Jugra Chanty-Mansijsk aus der Kontinentalen Hockey-Liga verpflichtet. Für die Mannschaft erzielte er in seiner Premierenspielzeit in der KHL in 52 Spielen 23 Scorerpunkte, davon fünf Tore. In der folgenden Saison fügte er weitere 14 Scorerpunkte in 35 Spielen hinzu, ehe er im Dezember 2013 an den HC Slovan Bratislava abgegeben wurde. Beim HC Slovan kam er auf sechs weitere Einsätze in der KHL, ehe er im Januar 2014 zum HC Oceláři Třinec in die tschechischen Extraliga wechselte. Während der Saison 2014/15 wurde er zunächst für einige Spiele an den BK Mladá Boleslav ausgeliehen, erreichte aber am Saisonende mit dem HC Oceláři Třinec die tschechische Vizemeisterschaft. Nach diesem Erfolg verließ er den Verein und wechselte fest nach Mladá Boleslav.
Im Januar 2017 wurde Trončinský vom BK Mladá Boleslav an den HC Dynamo Pardubice ausgeliehen und half dem Traditionsverein erfolgreich im Kampf gegen den Abstieg. Folgerichtig wurde er im Sommer 2017 fest vom HC Pardubice verpflichtet. Im Januar 2019 wurde er von Dynamo Pardubice an den HC Litvínov ausgeliehen und wechselte im Sommer 2019 zunächst fest zu diesem. Im Oktober 2019 wechselte er zu den Sheffield Steelers und gewann mit diesem den EIHL-Challenge-Cup. In der Saison 2020/21 war er für den rumänischen Klub Gyergyói HK in der Erste Liga sowie der rumänischen Eishockeyliga aktiv.
Trončinský verstarb am 22. Mai 2021.

### International
Für Tschechien nahm Trončinský zwischen 2011 und 2014 regelmäßig an der Euro Hockey Tour teil.

## Erfolge und Auszeichnungen
- 2015 Tschechischer Vizemeister mit dem HC Oceláři Třinec
- 2020 Gewinn des EIHL-Challenge-Cup mit den Sheffield Steelers

## Statistik
(Stand: Ende der Saison 2020/21)